# Maurice Estève
Maurice Estève (* 2. Mai 1904 in Culan, Département Cher; † 29. Juni 2001 ebenda) war ein autodidaktischer französischer Maler und Designer. Er war Mitglied der Association des Écrivains et Artistes Révolutionnaires.
Seit Mitte des Jahrhunderts gilt er als bedeutender Vertreter der „Nouvelle École de Paris“ und wurde 1970 mit dem „Grand Prix National des Arts“ geehrt.

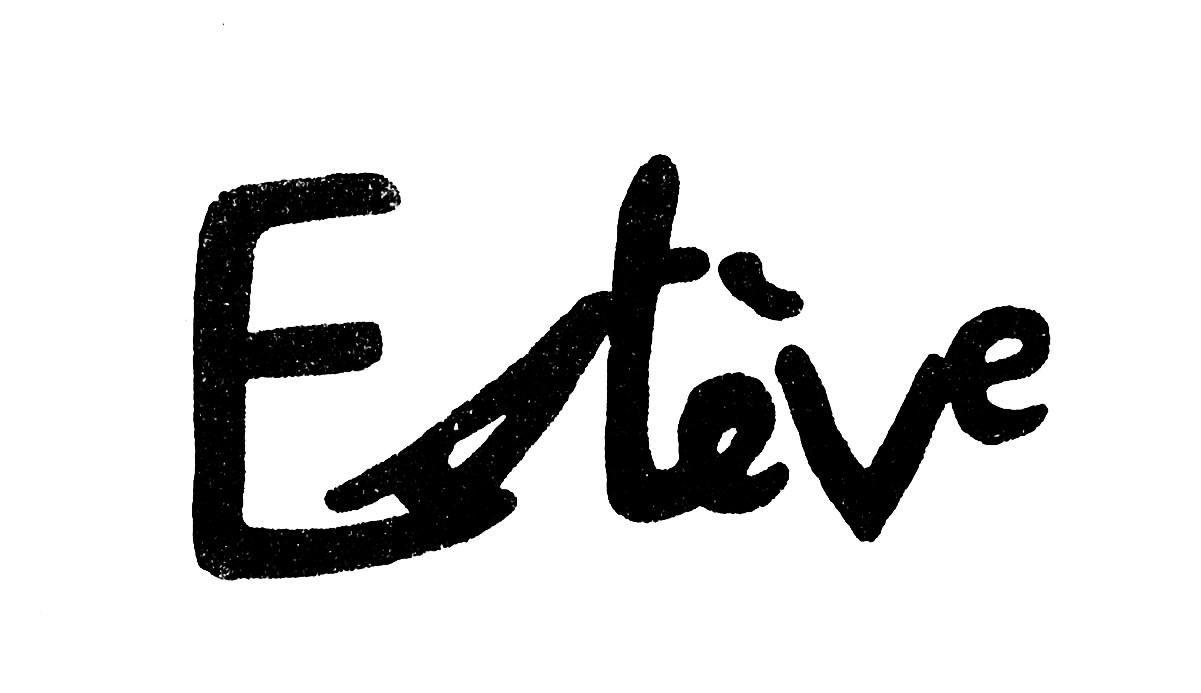
Signatur von Maurice Estève

## Ausstellungen
- 1959 documenta II in Kassel
- Eine chronologisch angelegte Ausstellung seines Werks befindet sich in Bourges.